# 李若 (北朝)
李若（?—?），魏郡顿丘人，北齐到隋朝的官员。李平之孙，李谐之子，李蔚之弟。
李若聪敏，很能传承家业，风采词令，在鄴城有名声。因为兄长之事牵连贬居临海。乾明初年，追还，后兼散骑常侍。常为北齐武成帝狎弄，加仪同三司。李若性情滑稽，善於讽诵，多次奉旨咏诗，并让他说外间世事可笑乐的内容。凡所话谈，每多会旨。曾在省中，趋而前却，对答学奏事之象，和士开听说后奏明皇帝。武成帝以斛律金为开国老臣，每次上朝，赐羊车上殿。斛律金曾派人奉启，李若为舍人，误奏在阙下，皇帝下诏命出羊车。李若知到来不了，窃言：“羊车、鹿车迎谁去？”皇帝听说，也笑而不责。韩长鸾等人说他的坏话，于是免官。不久，恢复本官。隋文帝开皇年间，官至散骑常侍。曾参与讨论《切韵》编写原则。卒于秦王（杨俊）府谘议任上。